# 高島村 (群馬県)
高島村（たかしまむら）は群馬県の南東部、邑楽郡に属していた村。

## 地理
- 河川：矢場川

## 歴史
- 1889年（明治22年）4月1日 - 町村制施行により、藤川村、秋妻村、石打村が合併し高島村が成立する。
- 1955年（昭和30年）3月1日 - 中野村と合併して中島村となる。